# Margaret Miller
Margaret Miller, née v. 1954, est une femme politique canadienne, néo-écossaise. Elle représente la circonscription de Hants-Est à l'Assemblée législative de la Nouvelle-Écosse de l'élection du 8 octobre 2013 jusqu'à sa démission le 1er juin 2021.
Elle est vice-présidente de l'Assemblée législative et ministre de l’Environnement dans le premier gouvernement McNeil. Réélue aux élections de 2017, elle est ensuite ministre des Ressources naturelles de 2017 à 2018, puis de nouveau ministre de l’Environnement de 2018 à 2019,. Elle dépose le projet de loi sur la protection du littoral (Coastal Protection Act).
En novembre 2018, elle fait part de son intention de ne pas se représenter à l'issue de son mandat. En mai 2021, elle remet sa démission à compter du 1er juin 2021 après que Stephen Tobin, qu'elle accuse d'avoir eu un comportement misogyne envers la plupart des femmes de son caucus, est nommé directeur des initiatives stratégiques au bureau du premier ministre Iain Rankin. Avec sa démission, le gouvernement Rankin devient minoritaire,.
Margaret Miller a été présidente de MADD Canada.